# Luiz Carlos Flores
Luiz Carlos Flores (28 d'octubre de 1950) va ser un ciclista brasiler. Va guanyar una medalla de plata al Campionat del món amateur en ruta de 1968 i va participar en els Jocs Olímpics de 1972.

## Palmarès
- 1969
  - 1r a la Prova Ciclística 9 de Julho
- 1970
  - Vencedor d'una etapa a la Volta a l'Uruguai
  - 3r en la general.[2]